# 모리타니
모리타니아 이슬람 공화국(아랍어: الجمهورية الإسلامية الموريتانية 알줌후리야 알이슬라미야 알무리타니야[*], 영어: Islamic Republic of Mauritania, 문화어: 모리따니), 약칭 모리타니(프랑스어: Mauritanie)는 서북아프리카, 서부 사하라에 있는 나라이다. 서쪽에 대서양, 서남쪽에 세네갈, 동쪽과 동남쪽에 말리에 인접하다. 나라 이름은 고대의 베르베르 마우레타니아 왕국 이름을 따서 지어졌다.
국토의 대부분이 사막이기 때문에 남부 지방을 제외하면 오아시스에서나 생활할 수 있다. 남부의 세네갈 강 유역에 여름 강우가 있어 농업과 목축이 약간 행해질 뿐이다. 구(舊) 프랑스령 서아프리카로, 1960년 11월 28일에 독립했다. 프랑스와는 기존의 우호 관계를 계속 유지하고 있으며, 비동맹 중립노선을 외교기조로 하고 있기 때문에 공산권과 외교관계를 맺고 있다. 인구의 70%가 베르베르인과 아랍인과의 혼혈인 무어인이고, 나머지가 흑인종이다. 무어인은 목축민으로 이슬람교를 믿으면서 아랍어를 사용한다. 국교는 이슬람교, 공용어는 프랑스어와 아랍어이다.
독립 이전에는 목축과 남부의 농업 등 외에는 산업이 존재하지 않았다. 국민의 80% 이상이 농목업에 종사하며 소·양·염소를 방목한다. 서남부의 세네갈강 유역에서는 조·옥수수·땅콩·쌀이 재배된다. 포르토그로에서 산출되는 철광이 철도편으로 누아디부 항까지 수송되어 수출된다. 광물 자원이 풍부하여 철광석과 구리를 수출하고 있다. 철광석은 세입의 50%를 차지한다. 이 밖에 동광(銅鑛)의 개발도 활발하며, 대서양에는 풍부한 어장이 있어 수산업과 수산물가공업도 성장하고 있다. 수도이자 가장 큰 도시는 누악쇼트이며, 대서양 연안에 위치한다.
합법적인 노예제도가 남아있었던 마지막 국가였다. 1981년에 대통령령으로 폐지된 이후 2007년에 노예제를 불법으로 규정하여 공식적으로는 노예제가 완전히 폐지되었다. 그러나 현재 최대 약 60만명정도의 노예가 실질적으로 존재하는 것으로 알려져 있다.

## 역사
5세기에서 7세기까지 북아프리카의 베르베르족의 이주가 오늘날 모리타니의 원래 거주자이자 소닝케 족의 선조인 바푸르 족을 추방시켰다. 바푸르(Bafour) 족은 그들의 역사적인 유목 민족 생활방식을 단념한 첫 번째 사하라 민족이자 최초의 농업전문가였다. 사하라 사막의 점차적인 가뭄으로 인해 그들은 남쪽으로 향했다. 서아프리카 쪽으로 그들을 따라온 중앙의 사하라인들이 이주를 왔을 뿐만 아니라, 1076년에 이슬람교도인 무어인의 전사들(알모라비드 혹은 알무라비툰)이 고대 가나 제국을 공격했고 정복했었다. 그로부터 약 500년 후, 아랍인들은 그 지역 전 주민(베르베르와 비-베르베르 양쪽 모두)로부터 격렬한 저항을 극복하고 모리타니를 지배하게 되었다. 모리타니 30년 전쟁(1644년 ~ 1674년)은 베니 하산 부족에 의해 선동되었던 예멘의 마킬은 아랍의 침략자들을 격퇴한 성공하지 못한 마지막 분투였다. 베니 하산 부족의 전사들의 자손들은 그 황야 사회의 최상위층이 되었다.
프랑스의 식민 지배를 받은 이 나라는 1959년에 자치령이 되었고, 1960년 11월 28일에 프랑스로부터 독립하였다.
1979년에서 1991년까지는 서사하라 문제로 모로코와 갈등을 겪었다. 1991년, 모리타니는 서사하라에 대한 영유권을 포기하였다.
잦은 쿠데타로 정치가 불안하다. 2008년 8월 6일에 군부가 쿠데타를 일으켜 시민 정부를 무너뜨리고 정권을 장악하여 국제적인 물의를 일으켰다.

## 지리
모리타니는 사하라 사막 서부에 위치한 세계에서 29번째로 큰 나라이다.

## 기후
고온 건조하고 사하라 사막성 기후다.

## 정치
이 나라는 현재 군사 정권이 통치하고 있는 독재 체제 상태이다.

## 노예제
아프리카의 모리타니는 노예제가 합법적이었던 마지막 국가였다. 1981년, 모리타니의 대통령이 노예제 폐지를 선언함으로써 공식적으로는 지구상에서 노예제가 사라졌다. 그러나 이는 대통령령이었을뿐 노예를 소유하는 것은 범죄행위가 아니었다. 2007년 8월에 모리타니 의회는 노예를 소유할 경우에 최고 10년의 징역형에 처하도록 하는 법안을 만장일치로 통과시켰다. 이로써 법적인 장치는 제대로 갖추어졌으나 그 적용이 느슨하여 실질적인 효과는 적다. 현재 전체 약 3백 5십만 인구중에 최대 20% 정도인 60만명이 노예인 것으로 추산되고 있다. 그 밖에도 몇몇 북아프리카 국가에서는 아직도 불법적으로 노예가 존재하고 있는 것으로 알려져있다.

## 인구와 주민
모리타니의 민족집단은 크게 3가지로 나눌 수 있다. 하나는 베이단(백인계 무어인), 하나는 하라틴(흑인계 무어인), 나머지는 서아프리카인(사하라 이남 계통 흑인)이다. 각각 인구는 베이단이 30%, 하라틴이 40%, 흑인이 30% 정도씩 차지하는 것으로 추산된다. 베이단 무어인은 기원상 북아프리카 마그레브와 연관이 깊어 아랍인과 베르베르인의 혼혈 집단의 후예로서 하사니아 아랍어를 사용한다. 하라틴 무어인은 석기시대부터 이곳의 사막 지대나 산악 지대에 거주하던 토착 민족들의 후예이다. 흑인은 대부분 니제르콩고어족 언어를 사용하는 서아프리카계 민족들로 더 남쪽의 민족들과 유사성이 높다. 기나긴 무어인 지배의 영향으로 사회의 상류층은 주로 무어인이 차지한다.

## 언어
1991년 헌법에는 "국민 언어로는 아랍어, 풀라니어, 소닝케어, 월로프어이고, 공용어는 아랍어이다."라고 규정하고 있다. 고등교육을 받은 상업 관계자, 정부 공무원, 교육 관계자의 사이에서는 오히려 프랑스어가 많이 사용된다.
이 나라는 국제프랑스어사용국기구(프랑코포니)의 정회원국이다.

## 종교
국민의 절대다수인 99.9% 이상이 이슬람교 신자이다. 이슬람교를 국교로 정했고 1991년의 헌법 개정으로 이슬람법이 정식으로 채용되었다. 그러나 모리타니는 종교법이 매우 엄격하여 모리타니 국민에 대한 다른 종교의 전파 활동은 엄격히 금지되어 적발되면 국외 추방된다고 한다. 또 이슬람교도들은 돼지고기와 술을 먹지 않지만 라마단 기간에는 아무것도 먹지 않는다.

## 행정 구역

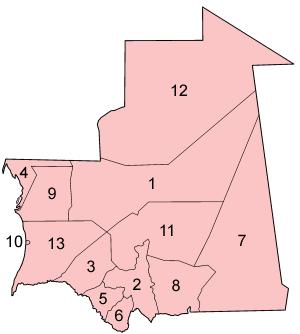
모리타니의 행정 구역

모리타니는 15개 주와 1개 특별구로 구성되어 있다. (괄호 안에 있는 내용은 주도)
1. 아드라르주 (아타르)
2. 아사바주 (키파)
3. 브라크나주 (알레그)
4. 다클레트누아디부주 (누아디부)
5. 고르골주 (카에디)
6. 기디마카주 (셀리바비)
7. 호드에슈샤르기주 (네마)
8. 호드엘가르비주 (아윤엘아트루스)
9. 인시리주 (악주즈트)
10. 북누악쇼트주 (다르나임)
11. 서누악쇼트주 (테브라그제이나)
12. 남누악쇼트주 (아라파트)
13. 타간트주 (티지크자)
14. 티리스젬무르주 (주에라트)
15. 트라르자주 (로소)

## 경제
2001년 모리타니에서 석유가 발견되었다.

## 문화
목축업이 주를 이루어 낙타, 산양, 말, 소 등을 사육한다.

## 외교
이 나라는 대한민국, 북한과 모두 수교하고 있다.
서사하라 분쟁 때 모리타니도 서사하라를 점령 하고자 하였고, 마드리드 협정을 통해 북위 24도 이남 서사하라의 영유권을 획득하여 티리스알가르비야 주로 통치했다. 그러나 폴리사리오와의 분쟁으로 영유권을 포기한 상태이다. 모리타니가 사하라 아랍 민주 공화국을 옛 모리타니령 지역의 합법정부로 승인하면서 모로코와의 관계가 악화되었다. 현재 모리타니는 사하라 아랍 민주 공화국에 대한 승인을 취소 하였으며, 옛 모리타니령 서사하라 지역에 대한 모로코의 영유권을 지지도 반대도 하지 않고 있다.